# Sumampa
Sumampa est une ville de la province de Santiago del Estero, en Argentine, et le chef-lieu du département de Quebrachos. Elle se situe à 236 km au sud-est de la capitale provinciale.